# 音象徴
音象徴（おんしょうちょう、語音象徴、英語: Sound symbolism）は、音そのものがある特定のイメージを喚起する事象を指す。
近代言語学の父であるソシュールが指摘したように、言語とは恣意的な音声記号の体系であり、音声とその指示物の間に直接的な因果関係はない。しかしながら、オノマトペなどは他の語に比べて恣意性が低く、指示物との因果関係を強く持つ。実際に、心理学ではブーバ/キキ効果として、言語音と図形の視覚的印象との連想が報告されている。そのような音声と指示物との因果関係が音象徴である。「象徴（symbol）」は恣意的な「記号（sign）」と対立して用いられている概念である。

## 主要な概念

### オノマトペにおける音象徴
実際に音の発生する現象（ドアをノックする音、犬の鳴き声、など）を言語化したもの。
言語学者の池上嘉彦は、著書や、著書を元とした中学校の国語教科書で、「ごろごろ」と「ころころ」というオノマトペを例に引いて語音象徴について論じている。

### 共感覚的（synesthetic）音象徴
実際には音のない現象、状態を（共感覚を媒介として）音で示す機能である。たとえば物体の大きさ、形状といったものをあらわす。
例
- 舌背音に分類される子音と狭母音で構成される音節は小さいものをあらわす。
- 低い声で母音を伸ばすように発音すると大きいものをあらわす（"It was a bi-i-ig fish!"）。
- 閉鎖音に分類される子音は突然の現象をあらわす。
- 持続音に分類される子音は持続する現象をあらわす。
- ふるえ音はすばやく空を切るような動きをあらわす。
- 鼻音は反響や何かの鳴る音をあらわす。

このほか発音の持続時間、上昇や下降、聞こえの大きさ、繰り返しの有無などが音象徴の役割を果たしているのではないかと報告されることが多い。

### 日本語の音象徴
日本語には、言語学でイデオフォンとして知られる、音象徴的または擬態的な単語が豊富に存在する。

#### 区分
日本語の音象徴的な単語は、4種類に分類される。
擬声語（英語: Animate phonomime）
犬の鳴き声といった生き物が発する音を元にした言葉。
擬音語（英語: Inanimate phonomime）
風が吹いた音や雨が降った音など無生物が発する音を元にした言葉。
擬態語（英語: Phenomime）
「じめじめした」や「こっそり」など、非聴覚の状態・条件・外界の習慣を表す言葉。
擬情語（英語: Psychomime）
心理状態や身体的感覚を表す言葉。

#### 擬態語
音のない事柄を擬態語で表現することは、英語などでは（zigzagなどの例外を除いて）非常に少ないため、擬態語をオノマトペに含めないのが普通である。しかし言語によって状況は大きく異なる。
特に日本語は、音と関係のない様子を表す擬態語が豊富であり、英語ではこれをJapanese sound symbolism（日本語の音象徴）と呼んでいる。日本語では擬態語と一般的な副詞等との境界もあいまいである。例えば「しっかり」は形の上では擬態語的であるが、古くからの副詞「しか」とも関係があると思われる。「たっぷり」は擬態語であろうが、擬態語でない「やはり」が擬態語風の「やっぱり」に変化することもある。また「ちょうど」は擬態語、あるいは刀が鞘に納まる音などを表すオノマトペに由来するとされるが、現代では「丁度」の当て字もあり、擬態語とは考えられていない。
また、「ばたん（と）」「どきどき」のように、擬態語とも擬音語ともとれる語が日本語には存在するが、その多くは「擬音語」が「擬態語」としても使われるようになったものと考えられる。

## 歴史
音そのものがイメージを持つという見解は、古今東西、様々な文脈で語られてきた。西洋ではプラトンの対話篇『クラテュロス』において、語源学の一種として語られている。日本の江戸時代においては音義説として語られた。

## 現代の主要な研究
研究、実験は多く行われているものの肯定・否定それぞれの報告があり、現在のところ一定した見解は出ていない。ただし、2000年代に入ってから音象徴を研究する研究者の数は急増した。

### エドワード・サピア（1928）
エドワード・サピアによる共感覚的音象徴肯定の報告
University of Chicago High Schoolの生徒を中心とする500名を被験者とし、音と大きさのイメージの関係について実験を行った。その中で、/a/と/i/の組み合わせの刺激音において/a/の方が「大きい」と答えた被験者が約75%から96%であったことに着目して共感覚的音象徴肯定の報告とした。また、11歳以上の人間に関しては、年齢は回答に影響しないこと、被験者の言語に関する教養の多寡も影響ないこと、被験者の母語言語環境が影響しないことを報告した。

### ジョン・J・オハラ（1983, 1994）
ジョン・J・オハラによる共感覚的音象徴肯定の報告
"Frequency Code"の提唱。トーンの高い音、第2フォルマントの高い母音（代表は/i/）および、高周波の子音は高周波の音、小さいもの、鋭いもの、すばやい動きを表す。トーンの低い音、第2フォルマントの低い母音（代表は/u/）および、低周波の子音は低周波の音、大きなもの、柔らかさ、鈍重な動きを表す。

### ジェラール・ディフロス（1994）
ジェラール・ディフロスによる共感覚的音象徴の普遍性否定の報告
前舌高母音と「小ささ」・広母音と「大きさ」の関係が逆になっている例を示した。バナール語においては、前舌狭母音/i/が「大きいもの」を、広母音/a/、/o/などが「小さいもの」を指示する語例が非常に多いことを報告した。英語のbig-smallもこの一例であるとする。

### その他
Newman（1933）、Tsuru & Fries（1933）、Tarte & Barritt（1971）による共感覚的音象徴肯定の報告、Atzet（1963）、Slobin（1967）による共感覚的音象徴否定の報告がある。